# 凹嘴鵎鵼
凹嘴鵎鵼（學名：Ramphastos vitellinus），又名凹嘴巨嘴鳥，是千里達及南美洲熱帶的巨嘴鳥。

## 分類
凹嘴鵎鵼的亞種原先都是獨立的物種，牠們之間會自然地進行交配。凹嘴鵎鵼的亞種包括指名亞種的R. v. vitellinus、黃脊鵎鵼（R. v. culminatus）、枸櫞喉鵎鵼（R. v. citreolaemus）及R. v. ariel。不過，R. v. ariel較為接近黃脊鵎鵼，故有可能是獨立物種。加上R. v. ariel的描述較黃脊鵎鵼的描述為早，故其學名有可能分別是R. ariel ariel及R. a. culminatus。
在巴西東部有一個孤立的群落，其外貌很像R. v. ariel，分子分析顯示牠們已被孤立了一段長時間，故是一個未被描述的亞種或物種。

## 特徵
凹嘴鵎鵼像其他巨嘴鳥般有色彩鮮艷及巨大的喙。牠們一般體長48厘米，喙長9-14厘米。
- 指名亞種（R. v. vitellinus）：其上身、腹部、尾巴及喙的大部份都是黑色的，上尾及下尾底是紅色的。眼睛周圍沒有羽毛，皮膚呈藍色，喉嚨白色，胸部中央有一大橙黃色的點，下胸有紅色闊帶。瞳孔呈深褐色。牠們出沒在分佈地的東北部。

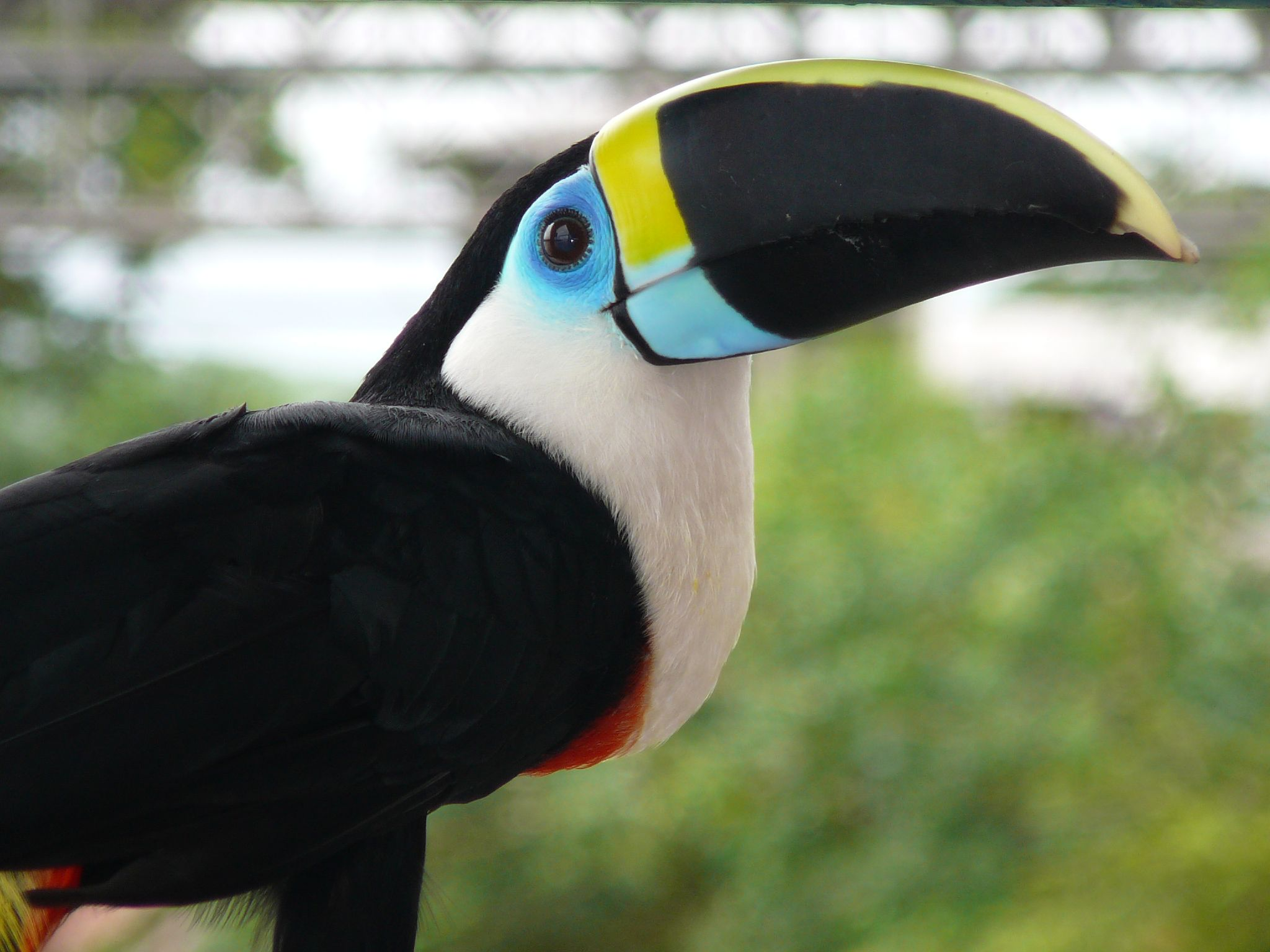
黃脊鵎鵼。

- 黃脊鵎鵼（R. v. culminatus）：其外觀像指名亞種，但上頜底及喙脊都是黃色，上尾底呈橙黃色，喉嚨及胸部白色（有些是黃色），胸部與腹部之間有一道窄的紅帶，腹部黑色。牠們出沒於分佈地的東部及中南部。牠們像及會令人以為是紅嘴巨嘴鳥。

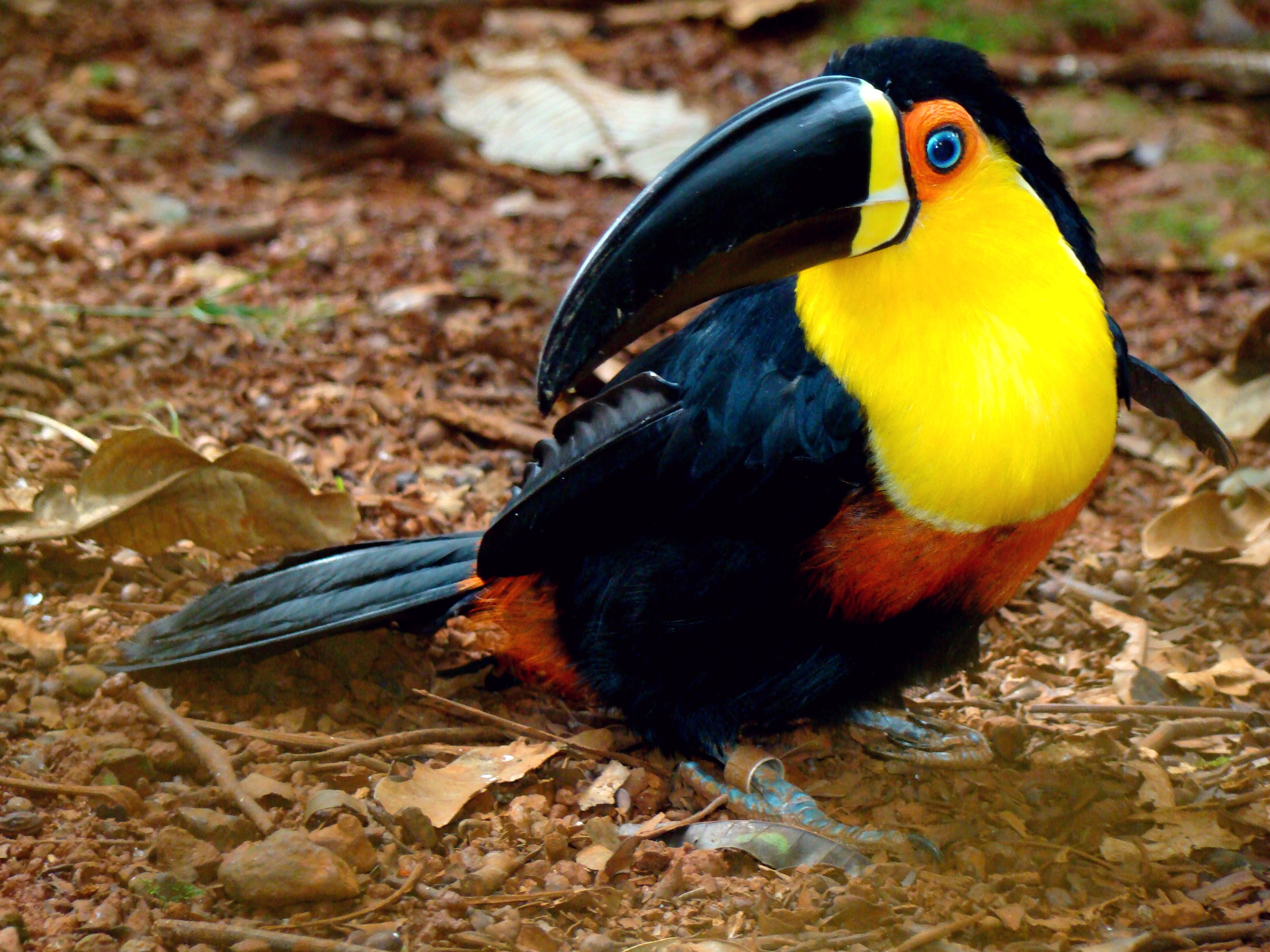
R. v. ariel。

- R. v. ariel：其外觀像指名亞種，喙底黃色，眼睛周圍的皮膚呈淡藍色，整個喉嚨及胸部都是橙色。牠們出沒於亞馬遜雨林的東南部。在巴西東部沿岸未命名的群落外觀與牠們差不多完全一樣。
- 枸櫞喉鵎鵼（R. v. citreolaemus）：其外觀像黃脊鵎鵼，但喉嚨呈淡黃色，嘴峰黃色，喙底橙黃色，瞳孔淡藍色。牠們分佈在哥倫比亞北部及委內瑞拉西北部。

在這些亞種分佈地的交界，會出現不同亞種混種的中間體。這些中間體有時會被列為亞種，如巴西東北部的R. v. theresae及中南部的黃嘴緣凹嘴巨嘴鳥（R. v. pintoi）。

## 棲息地
凹嘴鵎鵼分佈在森林及林地。牠們喜歡潮濕的地區，但也會分佈至較乾旱的地區。牠們的分佈地主要是低地，最高可達海拔1700米。

## 行為
凹嘴鵎鵼棲於樹上，主要吃果實，也會吃昆蟲、細小的爬行動物、蛋、雛鳥及細小的鳥類。
雄鳥及雌鳥都會照顧雛鳥。雌鳥會在高樹穴上生蛋，蛋呈白色。妊娠期為18日，雙親都會孵蛋，孵化期為15至16日。不過，牠們並不怎麼有耐性，很多時會離開，留下沒有遮蔽的鳥蛋達1小時。新生鵎鵼會留在巢中，未能看見及沒有羽毛，約3星期大才會打開眼睛。雛鳥的喙短，腳跟上有特有的墊，適合在粗糙的巢中走動。羽毛要4星期大才會長出。出生後8星期都要雙親照顧，並未能離開鳥巢。

## 保育狀況
牠們被列為《瀕危野生動植物種國際貿易公約》附錄二的物種，被限制出口及貿易。

## 外部連結
- 凹嘴鵎鵼的相片
- Internet Bird Collection
- VIREO（页面存档备份，存于）